# Майлула, Кассиус
Кассиус Тумело Майлула (англ. Cassius Tumelo Mailula; род. 12 июня 2001) — южноафриканский футболист, нападающий клуба «Торонто» и сборной ЮАР.

## Клубная карьера
Майлула — воспитанник клуба «Мамелоди Сандаунс». 7 сентября 2022 года в матче против «Чиппа Юнайтед» он дебютировал в чемпионате ЮАР. 25 октября в поединке против «Марицбург Юнайтед» Кассиус сделал «дубль», забив свои первые голы за «Мамелоди Сандаунс».
Летом 2023 года Майлула перешёл в канадский «Торонто», подписав контракт на 3 года. 27 августа в матче против «Коламбус Крю» он дебютировал в MLS.

## Международная карьера
24 марта 2023 года в отборочном матче Кубка Африки против сборной Либерии Майлула дебютировал за сборную ЮАР. В состав сборной на Кубок Африки не попал.